# Dobšice (Boêmia Central)
Dobšice é uma comuna checa localizada na região da Boêmia Central, distrito de Nymburk.